# Sites et Monuments
 (novembre 2023).
Si vous disposez d'ouvrages ou d'articles de référence ou si vous connaissez des sites web de qualité traitant du thème abordé ici, merci de compléter l'article en donnant les références utiles à sa vérifiabilité et en les liant à la section « Notes et références ».
L'association Sites & Monuments, dénommée Société pour la protection des paysages et de l'esthétique de la France (SPPEF) jusqu'en août 2022, est la plus ancienne association nationale de défense du patrimoine. Fondée en 1901, elle a été reconnue comme organisme d'utilité publique par décret du 2 mai 1936 et a reçu l’agrément sur le plan national depuis le 10 février 1978 (JO du 9 mars 1978).
C’est le poète Jean Lahor qui est à l’origine de la SPPEF. Sully Prudhomme, prix Nobel 1901, en sera le premier président. Son président en exercice est Julien Lacaze.
Sites & Monuments  (SPPEF) a pour but la défense du patrimoine bâti et paysager français.

## Sa création

### Le contexte
C’est un article du poète Jean Lahor (pseudonyme du docteur Henri Cazalis) qui fut à l’origine de la Société pour la protection des paysages de France. Cet article, « Une Société à créer pour la protection des paysages français », paru le 1er mars 1901 dans La Revue des Revues, proposait, ainsi que le suggère son titre, une solution pratique à un problème complexe, celui de l’industrialisation et de ses effets sur les paysages.
« L’industrie est d’un rapport certain, me dit-on, pour ces régions de montagnes ; je réponds : leur beauté pour elles est d’un rapport non moins certain, et plus durable, et plus sûr, car elle ne fait jamais faillite, comme une usine. L’usine passe ou peut passer, et elles dureront seules, ces ruines qu’elle aura faites ».
Le contexte était favorable à la création d’une telle association. En effet, un autre poète, André Theuriet, contribuait à éveiller en France l’amour de la nature, tandis que d’autres auteurs publiaient des articles critiques, comme André Hallays dans Le Journal des Débats, Bernard-Henri Gausseron dans L’Echo de la Semaine ou La Famille, ou Edmond Haraucourt, directeur du musée de sculpture comparée, qui publia dans Le Gaulois du 3 mars 1901 un article intitulé « Sauvons le pittoresque ! »
« Nous avons des lois pour châtier la brute qui tue un homme ou martyrise un chien. Mais celui qui insulte Dieu dans son œuvre, la taillade et la hache celui-là peut impunément faire sa besogne exécrable. Il prive la patrie d’une majesté grandiose ; il dilapide le patrimoine héréditaire des cultes et des souvenirs ; il dépouille l’art d’un trésor inspirateur ; il ruine quelques misérables communes dont ce décor sublime faisait la richesse unique, attirant la foule, drainant l’or, donnant le pain, améliorant la vie ! ».

### La mise en œuvre
La présidence de l’association fut proposée au poète Sully-Prud’homme, qui l’accepta par une lettre reproduite dans de nombreux journaux :
« S’il est vrai que le visage de la patrie soit, à un haut degré, l’inspirateur, l’éducateur, original et permanent du goût, ne devons-nous pas veiller à l’intégrité de nos beaux sites avec autant de sollicitude, même avec une piété plus tendre encore, qu’à la conservation de nos œuvres d’art ? S’il est incontestable que cette conservation soit d’utilité publique, celle des beautés naturelles du pays ne l’est-elle pas au même titre fondamental, c’est-à-dire comme nécessaire à l’intégrité du tempérament français, de l’un des caractères ethniques, essentiels de la nation ? Il n’y a pas à mon avis, de plus grave attentat à la dignité d’un peuple que l’amoindrissement chez lui de l’attrait du beau.
[…]
Sans penser donc à arrêter ni à gêner jamais les progrès nécessaires de l’industrie et du commerce, il importe d’en limiter et diminuer les méfaits possibles et parfois aisément évitables. C’est à en étudier les moyens que devra s’appliquer notre Société ».
Frédéric Mistral, André Theuriet et Gustave Larroumet acceptèrent d’être vice-présidents.

### La création
L’assemblée constitutive de la Société pour la protection des paysages de France se tint le 1er juillet 1901. Elle fut donc une des premières associations créées en France, et la première association ayant pour objet la protection du patrimoine.
« Article premier. La Société pour la Protection des Paysages de France a pour but général de répandre et de développer la notion que toute beauté naturelle, d’ensemble ou de détail, peut être un objet d’utilité publique aussi nécessaire à l’honneur et à la richesse d’un pays qu’à son agrément ».
La création de la Société fut un véritable événement, dont des centaines d’articles se firent l’écho. Si certains demeuraient sceptiques quant à la possibilité d’obtenir des résultats positifs, les objectifs de la Société et l’utilité de son action ne furent pas remis en cause.
« Nous avons à combattre l’incompréhension des beautés naturelles ; nous ferons une œuvre nécessaire d’éducation publique ».
« La Société ne soutient pas un égoïsme aristocratique, mais ce qui est utile au plus humble bonheur humain ».
Pour des raisons de santé, Sully Prudhomme, déjà absent lors de l’assemblée constitutive, renonça dès l’automne 1901 à la présidence, qui fut proposée à Charles Beauquier.
André Theuriet et Gustave Larroumet étant peu disponibles malgré leur volonté d’accompagner la Société, un comité d’honneur fut créée, dont la présidence fut offerte à Sully-Prudhomme et la vice-présidence à Frédéric Mistral, André Theuriet et Gustave Larroumet. À cette occasion, Sully-Prudhomme fit un don à la Société de 300 francs pris sur le Prix Nobel de littérature qu’il venait de recevoir et dont il était le premier lauréat.

## Activité de la SPPEF depuis 1901

### Société pour la protection des paysages de France

#### 1901-1916: Charles Beauquier (1833-1916)
En 1901, trois projets de loi pour la protection des paysages virent le jour. Ceci s’explique par l’absence de dispositif législatif  de protection de la nature. Le premier, déposé à la Chambre par Charles Beauquier qui était député du Doubs, proposait de faire établir par une commission un inventaire des beautés naturelles, et prévoyait une servitude et l’expropriation en cas de refus du propriétaire. Le député Louis Dubuisson déposa un autre projet, issu de son travail avec Edmond Haraucourt, Charles Le Goffic et Jean Lahor, proposant un classement des sites et monuments naturels, avec intervention d’une commission en cas de désaccord du propriétaire, qui pouvait recevoir une indemnité. Le président du Touring club, Abel Ballif, avait soumis un projet au ministre de l’Instruction publique pour appliquer aux sites intéressants la loi sur les monuments historiques.
Après la création de la Société pour la protection des paysages de France, Charles Beauquier en devint président, Jean Lahor vice-président, et Louis Dubuisson, Edmond Haraucourt, Charles Le Goffic et Abel Ballif rejoignirent son Comité directeur.
Ce Comité nomma une Commission de législation pour fondre les trois projets, comprenant outre ces six membres, Lucien Daubrée, conseiller d’Etat, André Hallays, Franz Schrader, président du Club alpin, Paul Joanne, directeur des guides Joanne, M. de Ségogne, avocat au Conseil d’Etat et à la Cour de cassation.
C’est grâce à ce travail que fut adoptée le 21 avril 1906 la loi de protection des sites et monuments naturels couramment appelée loi Beauquier.
Charles Beauquier fut aussi à l’origine de la loi contre les abus de l’affichage, votée le 20 avril 1910.
Les activités de la Société furent mises en veille pendant la Première Guerre mondiale, mais le Bulletin continua à paraître même si c’était plus irrégulièrement. Il montre d’ailleurs que la Société se préoccupa très tôt des problèmes que poseraient les destructions et les reconstructions nécessaires.

#### 1916-1930: Honoré Cornudet (1861-1938)
Député de Seine-et-Oise, Honoré Cornudet poursuivit l’œuvre de Charles Beauquier. En effet, la loi dite Cornudet du 14 mars 1919 est l’aboutissement d’une proposition faite par Charles Beauquier en 1909, et dont Honoré Cornudet fut rapporteur en 1913 et 1915. Il fut aussi rapporteur en 1922 et 1923 de la loi votée le 19 juillet 1924 pour modifier et compléter celle du 14 mars 1919.
La loi du 2 mai 1930 sur les monuments naturels et les sites lui doit aussi beaucoup, même si la Société avait commencé à réfléchir à ce complément à la loi du 21 avril 1906 avant la Première Guerre mondiale.

#### 1930-1954: Jean Boivin-Champeaux (1887-1954)
Sénateur du Calvados, Jean Boivin-Champeaux contribua au vote de la loi du 2 mai 1930.  
La Seconde Guerre mondiale semble avoir eu un impact plus fort que la Première sur la Société, qui cessa de faire paraître son Bulletin dès 1939. La réunion des membres après la fin du conflit fut aussi plus longue et plus difficile.

### Société pour la protection des paysages et de l'esthétique de la France

#### La fusion avec la Société pour l’Esthétique générale de la France
La Société pour l’Esthétique générale de la France avait été créée en 1930. En 1952, son président était Henri Texier (1877-1952), et son vice-président Jean Boivin-Champeaux, président de la SPPF. Henri Texier décida de faire un legs important à la SPPF (sous forme de titres, évalués en 1956 à près de 15 millions de francs) à condition qu’il y ait fusion entre les deux associations.
La dissolution de la Société pour l’Esthétique générale de la France eut lieu le 2 juillet 1954 et la Société pour la protection des paysages de France, devenue Société pour la protection des paysages et de l’esthétique de la France fut autorisée à accepter le legs le 10 février 1956. Elle décida donc en 1957 de l’utiliser pour créer un nouveau bulletin, Sites et monuments.

#### 1954-1963: Jacques de Maupeou (1899-1963)
Sénateur de Vendée, membre de la Commission des affaires culturelles du Sénat, Jacques de Maupeou fut notamment le rapporteur de la loi du 4 août 1962 sur les secteurs sauvegardés connue sous le nom de loi Malraux.

#### 1963-1976: Jean-Paul Palewski (1898-1976)
Député des Yvelines, Jean-Paul Palewski devint en 1963 le premier président de la Commission nationale des secteurs sauvegardés créée le 13 juillet 1963.

#### 1976-1993: Jacques de Sacy (1896-1993)
Jacques de Sacy avait créé en 1964 l’Association nationale pour la protection des villes d’art.

## Son fonctionnement actuel
Désormais écoutée et sollicitée au plus haut niveau de l’État, cette association nationale, qui compte plus d'un millier d’adhérents individuels répartis dans toute la France et quelque cent cinquante associations locales adhérentes, a acquis un poids indéniable dans le processus de décision.
Sites & Monuments - SPPEF a acquis au fil des années une audience sur le plan national et sur le plan local, où elle est représentée par ses quelque soixante-dix délégués départementaux. Elle assure une représentation continue auprès des pouvoirs publics, tant nationaux (en particulier ministères de la Culture et de la Transition écologique) que locaux (municipalités, autorités régionales et départementales) ; et une représentation au sein des commissions nationales, régionales et départementales (« Commission supérieure des sites, perspectives et paysages » et « Commission nationale des monuments historiques », « Commissions régionales du patrimoine et des sites », « Commissions départementales des sites, perspectives et paysages »).
Elle mène des campagnes de sensibilisation auprès du public, chaque fois qu’un monument est menacé, campagnes complétées le cas échéant par des actions auprès des tribunaux compétents, soit directement, soit en soutien d’actions menées par d’autres associations.
Elle fournit des conseils en matière de droit du patrimoine et de l’environnement. Elle organise des colloques et des conférences, à l’occasion de son assemblée générale, et réunit à cet effet les personnalités les plus diverses et les plus qualifiées autour des problèmes soulevés par le patrimoine dans la société d’aujourd’hui.
L'association est aussi parfois appelée à plaider en justice quand c’est le seul moyen de sauver un monument ou un site.
En outre elle intervient régulièrement à l'occasion des modifications apportées à la réglementation en vigueur. Tel a été le cas lorsqu'elle a exprimé ses réserves sur certaines dispositions restrictives à l'occasion de la transformation des ZPPAUP (zones de protection du patrimoine architectural, urbain et paysager) en AVAP (Aires de mise en valeur de l'architecture et du patrimoine).
Des groupes de travail se sont créés au fil du temps, en fonction des besoins. 
Sites & Monuments (SPPEF) est membre du « Groupe des 7».

## Concours
Créé en 1988, le concours annuel « Sauvegarde du patrimoine » de Sites & Monuments - SPPEF  a déjà octroyé plus de deux cents prix, pour un montant total de près de 500 000 euros, abondés par des fonds publics et privés.
En 2016, l’association a recentré son concours pour la Sauvegarde du patrimoine autour de deux domaines correspondant à son double champ d’action, paysager et patrimonial, et créé deux concours annuels :
- Concours pour la préservation des Allées d’arbres,
- Concours pour la protection du Second œuvre.

Ces deux concours ont pour vocation d’encourager la préservation, le bon entretien et la recréation d’allées d’arbres, ainsi que la conservation, la restauration ou l’adaptation respectueuse du second œuvre (portes et fenêtres notamment), deux patrimoines aujourd’hui particulièrement menacés.
Ils s’adressent aux collectivités territoriales, aux particuliers, aux professionnels et aux associations. Le règlement peut être consulté sur le site de l'association.
Les lauréats de chaque concours sont sélectionnés par un jury composé de représentants du ministère subventionnant le concours, de personnalités qualifiées et d'un représentant de l'association.

## Édition
- Sites et MonumentsRevue annuelle. Complémentaire du site internet, vitrine de l'actualité de l'association, la revue se veut un lieu de réflexion avec des articles de fond sur les sujets patrimoniaux au cœur de ses combats (énergies nouvelles et paysages, patrimoine urbain, domaines nationaux, architecture du XXe siècle, etc.).
- Un numéro spécial de la revue a été consacré au centième anniversaire de la SPPEF.
- Nicholas Fox Weber, C'était Le Corbusier, Ed Fayard, 2009, 682 p.
- Sites et Monuments la revue qui défend le patrimoine monumental et paysager, par Robert Werner, rédacteur en chef, Correspondant de l’Académie des beaux-arts

## Lettre ouverte
Dans la perspective de l'élection présidentielle, les onze associations les plus importantes qui se consacrent à la sauvegarde du patrimoine français font connaître d'une même voix, leur expérience et leur analyse prospective aux Français et à leurs élus que le Patrimoine est une richesse et une chance. 
Elles formulent dans une lettre ouverte publiée en 2016 sous forme d'ouvrage vingt-deux propositions pour une gouvernance améliorée, une transmission simplifiée et une gestion économique et durable du patrimoine.